# Pfarrhaus St. Mauritz (Münster)

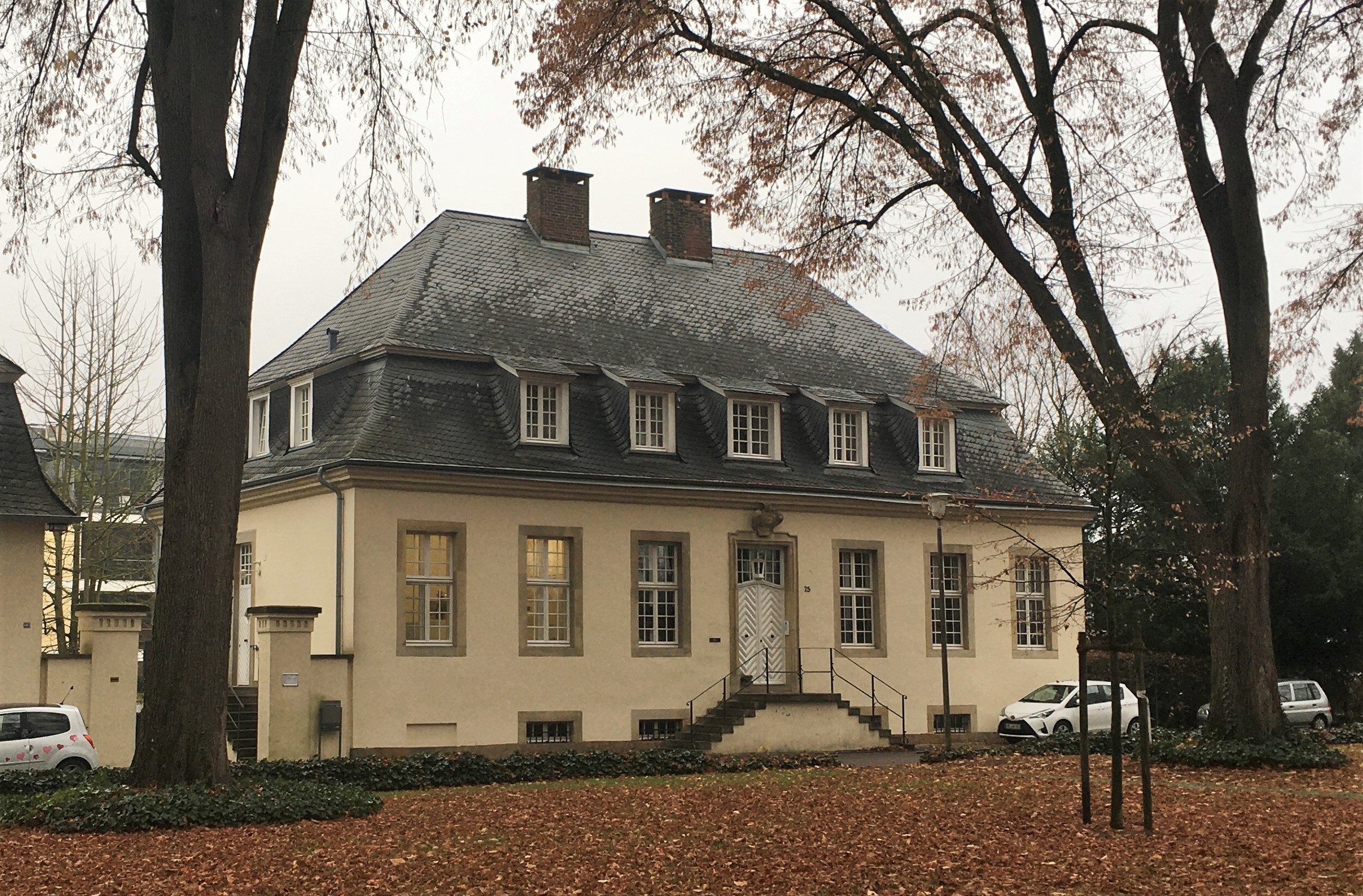
Pfarrhaus St. Mauritz

Das Pfarrhaus St. Mauritz ist die Stiftskurie des ehemaligen Kollegiatstifts St. Mauritz in Münster. Das Gebäude liegt an der Sankt-Mauritz-Freiheit 25, direkt gegenüber der St.-Mauritz-Kirche.

## Geschichte
Das Pfarrhaus von St. Mauritz wurde im Jahre 1758 gebaut. Es war eines von mehreren Wohngebäuden der Kurie. Es ist ca. 20,5 m breit und 11,6 m tief.
Den Entwurf lieferte der Barock-Architekt Johann Conrad Schlaun. Die Beweise dafür kamen erst im Rahmen einer umfassenden Sanierung im Jahre 2014 zum Vorschein. Unter Sperrholzplatten wurde der originale Holzfußboden aus dem Jahr 1758 freigelegt. Dieser wurde exakt so gelegt wie der Fußboden in Haus Rüschhaus, das zweifelsfrei von Schlaun entworfen wurde.
Nach der Aufhebung des Stifts im Jahre 1811 erwarb die Pfarrgemeinde St. Mauritz das Gebäude im Jahre 1859 als Pfarrhaus. Das Pfarrhaus steht unter Denkmalschutz.

## Gebäude
Das Gebäude ist unterkellert. Im Erdgeschoss (Hochparterre) befinden sich Büroräume der Pfarrei Sankt Mauritz (Pfarrbüro, Arbeitsräume, u. a. des leitenden Pfarrers) sowie ein großer Sitzungssaal, welcher bis zur Renovierung als Kirchenvorstandszimmer genutzt wurde. Das Obergeschoss ist als Dienstwohnung für den leitenden Pfarrer der Pfarrgemeinde ausgestaltet.